# Shinkyō (Brücke)
Die Shinkyō (japanisch 神橋, wörtlich „Götterbrücke“, oft als „heilige Brücke“ wiedergegeben) ist eine Fußgängerbrücke über den Fluss Daiya in der Stadt Nikkō in der Präfektur Tochigi auf der japanischen Hauptinsel Honshū.
Sie steht etwa 10 km östlich des Chūzenji-Sees im Nikkō-Nationalpark, aus dem der Fluss Daiya über die Kegon-Fälle abfließt. Vor dem Bau der Nationalstraße 120 entlang des Flussufers bildete sie den Zugang zum Nikkō-Futarasan-Schrein, der etwas oberhalb an dem Berghang liegt und zu dem sie gehört. Heute ist das unmittelbar an der Nationalstraße liegende Ende der Brücke geschlossen. Sie kann über einen wenige Meter vom anderen Brückenende entfernten Zugang an der 40 m flussabwärts stehenden modernen Straßenbrücke besichtigt werden.
Sie ist mit der Kintai-Brücke und der Saru-Brücke eine der drei Holzbrücken, die in Japan als Orte besonderer landschaftlicher Schönheit denkmalgeschützt sind. Seit 1999 ist sie als Teil des Schreins UNESCO-Weltkulturerbe.

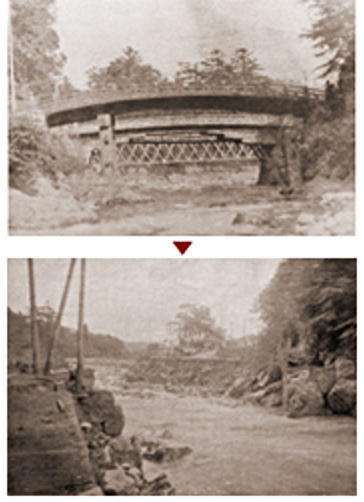
Die Brücke vor und nach 1902

Die Zinnoberrot lackierte Brücke ist 28 m lang, 7,4 m breit und steht 10,6 m hoch über dem Fluss.
Seitdem sie 1904 nach einer Flutkatastrophe wieder aufgebaut wurde, besteht ihr Tragwerk aus drei schwarzlackierten und durch Quer- und Schrägstreben verbundenen Trägern aus Zelkoven, die von zwei Steinpfeilern gestützt werden.
Der Sage nach soll an dieser Stelle erstmals 766 ein Priester mit göttlichem Beistand auf zwei zu einer Brücke verwobenen Schlangen den Fluss überquert haben.
In der Muromachi-Zeit (1336–1573) wurde die Brücke in zwei Reiseberichten erwähnt. 1673, in der frühen Edo-Zeit, wurde eine Brücke errichtet, deren Längsbalken durch Kragträger verstärkt und von zwei Pfeilern gestützt wurden. Sie durfte nur von den Shōgunen und deren Gefolge benutzt werden. Sie wurde regelmäßig instand gehalten und seit 1792 mit Verzierungen versehen. 1902 wurde sie von einer Flutkatastrophe weggeschwemmt und 1904 in der heutigen Form wiederaufgebaut. Seit 1908 ist sie denkmalgeschützt.